# Atanazy Fic
Atanazy Urban Fic (ur. 21 maja 1901 w Nowej Wsi Szlacheckiej, zm. w listopadzie 1943 we Lwowie) – polski archeolog biblista, dominikanin, teolog katolicki.

## Życiorys
Urodzony jako Urban Fic w ubogiej rodzinie wiejskiej Józefa i Zofii z Czekajów. W 1917 roku ukończył Gimnazjum św. Jacka w Krakowie i od razu potem wstąpił do zakonu oo. Dominikanów, w których internacie mieszkał już od kilku lat; otrzymał zakonne imię Atanazy. Studia filozoficzne i teologiczne odbywał w latach 1921–1923 w Krakowie i Lwowie oraz w latach 1923–1928 na Uniwersytecie Katolickim w Louvain, gdzie uzyskał tytuł lektora teologii, wraz ze związanymi z tym uprawnieniami nauczycielskimi. W latach 1928–1930 studiował archeologię biblijną w dominikańskiej Szkole Biblijnej w Jerozolimie, podróżując też szlakiem wydarzeń opisanych w Biblii odwiedził m.in. Azję Mniejszą, Kretę, Cypr, Delos i Patmos. W tym samym okresie, w 1929 roku uzyskał tytuł doktorski na Uniwersytecie Jana Kazimierza we Lwowie. Po powrocie na stałe do kraju w roku 1930 wykładał m.in. na Wydziale Teologicznym i Wydziale Humanistycznym tej uczelni, na Wydziale Teologicznym Uniwersytetu Jagiellońskiego (archeologię biblijną), gdzie w 1933 roku uzyskał habilitację oraz na Studium Dominikańskim Prowincji Polskiej (nauki biblijne oraz języki m.in. hebrajski, grecki, syryjski, arabski i angielski). Od 1934 roku członek Polskiego Towarzystwa Orientalistycznego, od 1935 roku Towarzystwa Prehistorycznego w Krakowie i Komisji Orientalistycznej Polskiej Akademii Umiejętności, prowadził intensywną działalność naukową, wykładając, publikując książki i artykuły w prasie oraz uczestnicząc w licznych konferencjach. W latach 1934–1935 był przeorem klasztoru Dominikanów we Lwowie. W październiku 1936 otrzymał prawo veniam legendi z zakresu studium biblijnego Starego Testamentu na Wydziale Teologicznym Uniwersytetu Jana Kazimierza we Lwowie.
Uważany był za wschodzącą gwiazdę polskiej biblistyki i jednego z najlepszych europejskich naukowców w tej dziedzinie; posiadał znany w świecie naukowym księgozbiór i kolekcję fotograficzną, a nawet własne muzeum biblijne. Kres jego karierze położyła wojna: począwszy od 1939 roku pracował głównie przy tajnym nauczaniu kleryków w Krakowie, Lwowie i Częstochowie. 
Zginął tragicznie wskutek nieszczęśliwego wypadku we Lwowie 13 listopada 1943 (Jan Draus podał datę śmierci 2 listopada 1943 w wyniku wybuchu bomby lotniczej). Został pochowany na Cmentarzu Łyczakowskim. 

## Publikacje
- Za Jordan i do Arabii Skalistej, Włocławek 1929.
- Z podróży do Siedmiu Kościołów Azji, Włocławek 1930.
- Syjon – miasto Dawidowe w świetle tekstów i wykopalisk, Lwów 1933.
- Jezus Chrystus – t. I Tajemnice dziecięctwa, Poznań 1951, t. II, III, Poznań 1955 (wydania pośmiertne).